# Jean-Paul Mignot
 (juillet 2014).
Si vous disposez d'ouvrages ou d'articles de référence ou si vous connaissez des sites web de qualité traitant du thème abordé ici, merci de compléter l'article en donnant les références utiles à sa vérifiabilité et en les liant à la section « Notes et références ».
Pour les articles homonymes, voir Mignot.
Jean-Paul Mignot est un réalisateur français de films institutionnels et documentaires, né le 13 juillet 1953 à Poligny, dans le Jura.

## Biographie
Après avoir obtenu un diplôme d'éducateur spécialisé en 1979, Jean-Paul Mignot s'oriente rapidement vers le monde de l'audiovisuel et c'est ainsi qu'il obtient en 1992 le Diplôme de Conseiller Audiovisuel en Action Sanitaire et Sociale. C'est à partir de cette période qu'il se lance dans la réalisation, notamment de films institutionnels et publicitaires. Il se spécialise finalement dans le secteur social et médicosocial, ainsi que dans le film documentaire.

## Filmographie récente
- 2005 : An Ka Yelen (Grimpons) - (Association Calao)
- 2009 : Le Joueur de cerf-volant - (France 3 Bourgogne - Ligne de Front)
- 2011 : La sortie du dispositif de protection de l'enfance des jeunes accueillis - ( CG Côte d'Or - ADPEP 21 - ACODEGE - ABPE)
- 2012 : Pas à pas - (ABPE)
- 2012 : L'Envol vue par ses entrepreneurs - ( SCOP l'Envol)
- 2013 : Il était une fois les Chenevières - (ACODEGE)
- 2013 : Le placement à domicile - (ABPE)
- 2013 : Escale en eau douce - (France 3 Bourgogne - Ereproduction)
- 2014 : Visite médiatisée, visite accompagnée, et au-delà… - (ABPE)
- 2015 : Accompagnement Familial Adapté - (ABPE)
- 2016 : Conte sur l'Autre - (ABPE)

## Récompenses et compétitions cinématographiques
Son documentaire Le Joueur de cerf-volant a obtenu le prix du public au Festival International des Cinémas d'Asie 2010.
Le Joueur de cerf-volant a fait partie de la sélection régionale Bourgogne/Franche-Comté pour le Mois du film documentaire 2010. Depuis janvier 2015, il est au catalogue de l'association Docs ici, Courts là soutenue par l’APARR avec le soutien des Régions et DRAC de Bourgogne Franche-Comté.